# Alexander Müller (Skispringer)
Alexander Müller (* 1977) ist ein ehemaliger deutscher Skispringer.

## Werdegang
Müller gab sein internationales Debüt im Rahmen des Skisprung-Alpencups am 15. Februar 1992. Im Skisprung-Europacup startete er erstmals zum Weihnachtsspringen 1992 in St. Moritz. Beim Skisprung-Grand-Prix 1995 belegte er bei seinem einzigen Auftritt in Hinterzarten nach einem Sprung auf 82,5 Metern den 45. Platz, wodurch er mit 97,5 Punkten punktgleich mit dem Kasachen Alexander Kolmakow den 64. Platz in der Grand-Prix-Gesamtwertung belegte.
Kurze Zeit später startete er im deutschen B-Kader im Rahmen des Skisprung-Continental-Cups. In seiner ersten Saison 1995/96 gewann er insgesamt 104 Punkte und platzierte sich so als 87. der Gesamtwertung. Auch in der folgenden Saison 1996/97 startete er noch einmal im Continental Cup, kam diesmal jedoch nicht über 28 Punkte und damit Rang 187 hinaus. Nach der Saison beendete Müller seine kurze internationale Karriere.

## Erfolge

### Grand-Prix-Platzierungen
| Saison | Platz | Punkte |
| ------ | ----- | ------ |
| 1995   | 064.  | 97,5   |

### Continental-Cup-Platzierungen
| Saison  | Platz | Punkte |
| ------- | ----- | ------ |
| 1995/96 | 087.  | 104    |
| 1996/97 | 187.  | 028    |